# Cyclodictyon bescherellei
Cyclodictyon bescherellei là một loài rêu trong họ Pilotrichaceae. Loài này được (Paris) Broth. mô tả khoa học đầu tiên năm 1907.